# Wardy Alfaro
Wardy Bordman Alfaro Pizarro  (Alajuela, 31 de diciembre de 1977) es un exjugador de fútbol costarricense. 
Actualmente es preparador de porteros en  Liga Deportiva Alajuelense de la Primera División de Costa Rica.

## Trayectoria
Jugó en 2ª división durante algunos años con Santos de Guapiles y la Asociación Deportiva Guanacasteca.
Al ver su gran ritmo y juego fue fichado en el 2001 por el Club Sport Cartaginés a préstamo en el 2004 después de demostrar un gran potencial es contratado por Liga Deportiva Alajuelense donde militó hasta el 2010.
Desde 2012 ha jugado con algunas interrupciones en el Club Sport Cartaginés de la Primera División de Costa Rica.
Para el Campeonato de Verano de 2015 de la Primera División de Costa Rica fue inscrito de nuevo al campeonato por la Liga Deportiva Alajuelense habilitando poder jugar puesto que, por una lesión en una de las manos del 4.º portero del equipo Kevin Ruiz y la suspensión de Patrick Pemberton impuesta por la Concacaf hasta el término del mismo campeonato de Verano y también para los cuartos de final de la Concacaf Liga Campeones 2014-15.
En 2006 fue guardameta suplente de la Selección de fútbol de Costa Rica en la Copa del Mundo Alemania 2006.

## Clubes
| Club               | País       | Año       |
| ------------------ | ---------- | --------- |
| Santos de Guápiles | Costa Rica | 1998-1999 |
| A.D Guanacasteca   | Costa Rica | 1999-2001 |
| C.S Cartaginés     | Costa Rica | 2001-2003 |
| L.D Alajuelense    | Costa Rica | 2004-2010 |
| Santos de Guápiles | Costa Rica | 2010-2011 |
| C.S Cartaginés     | Costa Rica | 2012-2014 |

## Palmarés

### Títulos nacionales
| Título                         | Equipo          | País       | Año  |
| ------------------------------ | --------------- | ---------- | ---- |
| Primera División de Costa Rica | L.D Alajuelense | Costa Rica | 2004 |
| Torneo de Copa de Costa Rica   | C.S Cartaginés  | Costa Rica | 2014 |

### Títulos internacionales
| Título                           | Club                       | Sede        | Año  |
| -------------------------------- | -------------------------- | ----------- | ---- |
| Copa de Campeones de la Concacaf | Liga Deportiva Alajuelense | Costa Rica  | 2004 |
| Copa de Naciones UNCAF           | Selección de Costa Rica    | El Salvador | 2007 |